# Albarossa
L'Albarossa è un'vitigno a bacca nera italiano creata in veneto nel 1938 dal professor Giovanni Dalmasso docente presso l'Istituto Sperimentale per la Viticoltura di Conegliano.
Dalmasso pensava di aver ottenuto l'uva da un incrocio di Nebbiolo su Barbera, ma l'analisi del DNA del 2009 ha confermato che il vitigno conosciuto come "Nebbiolo di Dronero" utilizzato non era affatto un classico Nebbiolo, bensì un'antichissima varietà di uva da vino francese dell'Ardèche, lo Chatus. La confusione nasce dall'uso del Nebbiolo di Dronero (un piccolo comune della regione Piemonte dove si coltiva il Nebbiolo Classico ma almeno in parte anche lo Chatus) pensando fosse un nebbiolo classico.

## Regioni vinicole
L'Albarossa è stata autorizzata per la vinificazione in Italia nel 1977, ma non ebbe almeno inizialmente interessante successo commerciale. Nei primi anni 2000, un censimento ha rilevato meno di 10 ettari coltivati.
L'enologo indipendente Marco Bonfante, ottava generazione di produttori a Nizza, Piemonte, produce un Albarossa da appassimento, ispirato all'Amarone. Da cui il nome Albarone.

## Viticoltura
Dalmasso sviluppò questo incrocio per unire la qualità vinicola del Nebbiolo alla produttività e alla resistenza naturale della Barbera contro molte malattie della vite, come muffa e oidio. Analisi genetiche più recenti hanno rivelato che il secondo genitore dell'Albarossa è lo Chatus, e non il Nebbiolo. Tuttavia, l'uva ha conservato molte caratteristiche della Barbera, tra cui la capacità di appassire in pianta mantenendo comunque buoni livelli di acidità, soprattutto se piantata su terreni poveri e calcarei.
Il vitigno Albarossa produce grappoli piccoli e compatti con acini piccoli, dalla buccia spessa e dall'elevato contenuto fenolico, in particolare di antociani che le conferiscono l'intensità del colore.

## Parentele con altre uve
Negli anni '30, Giovanni Dalmasso creò diversi incroci di successo tra il Nebbiolo di Dronero (Chatus) e la Barbera, varietà affini all'Albarossa. Tra questi, Cornarea, Nebbiera, San Michele e Soperga.

## Sinonimi
Nel tempo, l'Albarossa è stato conosciuto con diversi sinonimi, tra cui XV/31, Dalmasso 15-31 e Incrocio Dalmasso XV-31.